# بطولة العالم للدراجات على المضمار 1982
بطولة العالم للدراجات على المضمار 1982 هي الدورة ال79 من بطولة العالم للدراجات على المضمار، أجريت في لستر، المملكة المتحدة.

## النتائج النهائية
| المسابقة                              | ذهبية                 | فضية                         | برونزية                     |
| ------------------------------------- | --------------------- | ---------------------------- | --------------------------- |
| الرجال                                |                       |                              |                             |
| السرعة الفردية                        | كويتشي ناكانو (JPN)   | غوردون سينغلتون (CAN)        | Yavé Cahard (FRA)           |
| سباق المطاردة الفردية                 | آلان بوندو (فرنسا)    | هانز هنريك أورستد (الدنمارك) | Maurizio Bidinost (إيطاليا) |
| سباق مطاردة الدراجة النارية للهواة    | Gaby Minneboo (NED)   | ماتيوس برونك (NED)           | Rainer Podlesch (FRG)       |
| سباق مطاردة الدراجة النارية للمحترفين | Martinus Venix (NED)  | Wilfried Peffgen (FRG)       | Bruno Vicino (ITA)          |
| الكيرين                               | غوردون سينغلتون (CAN) | داني كلارك (دراج) (AUS)      | T. Kitamura (JPN)           |
| سباق النقاط                           | Urs Freuler (SUI)     | غاري ساتون (AUS)             | رومان هيرمان (FIN)          |
| السيدات                               |                       |                              |                             |
| السرعة الفردية                        | كوني باراسكفين (USA)  | شيلا يونغ (USA)              | Claudia Lommatzsch (FRG)    |
| سباق المطاردة الفردية                 | ريبيكا تويج (USA)     | كوني كاربنتر-فيني (USA)      | جيني لونغو (FRA)            |